# Hyeonchungil
Hyeonchungil (현충일) hålls i Sydkorea den 6 juni varje år för att hedra de i Sydkoreas militär som stupat i strid.
Den här dagen besöker många människor Seoul National Cemetery (국립서울현충원). Varje år sedan 1956 hålls en ceremoni på denna kyrkogård där bland andra Sydkoreas president närvarar. Under ceremonin hålls en tyst minut för landets patriotiska martyrer (순국선열) och de som har mist livet för att försvara landet (국립유공자). Innan den tysta minuten hålls ljuder sirener på flera håll i landet och människor stannar upp med vad de håller på med för att delta i den tysta minuten. Även alla fordon på vägar stannar upp för att delta. Sydkoreas flagga vajar på halv stång.
Inför Hyeonchungil hålls evenemang på skolor i landet associerade till den här dagen. Det vanligaste är affischmålning där barnen ritar soldaterna som stred för landet under Koreakriget eller brevskrivning där barnen skriver meddelanden av tacksamhet till soldaterna som än idag försvarar landet längs med Koreas demilitariserade zon.
Sedan 1954 har månaden juni designerats av Sydkoreas regering som "국가보훈의 달" (Gukkabohunui dal) som betyder "månaden för försvaret av Korea och patrioter och veteraner".

### Fotnoter
1. ↑  ”Holidays Page from the Korea Tourism Organization”. Arkiverad från originalet den 16 februari 2020. https://web.archive.org/web/20200216164523/http://english.visitkorea.or.kr/enu/AK/AK_EN_1_5_2.jsp. Läst 27 februari 2015.